# Euxinograd
El palacio de Euxinograd (en búlgaro: Евксиноград, AFI: [ef.'ksi.no.grat], también transcrito como Evksinograd) es un palacio real búlgaro de veraneo y parque, situado en la costa del mar Negro a 8 km al norte de la ciudad de Varna. Actualmente es una residencia oficial.

## Historia
La construcción del palacio empezó poco después de que la tierra que ocupa fue regalada al kniaz Alejandro de Bulgaria por el Obispado Griego el 16 de marzo de 1882. Anteriormente allí había pequeños monasterios llamados San Demetrio y San Constantino, que fueron convertidos en residencias menores.

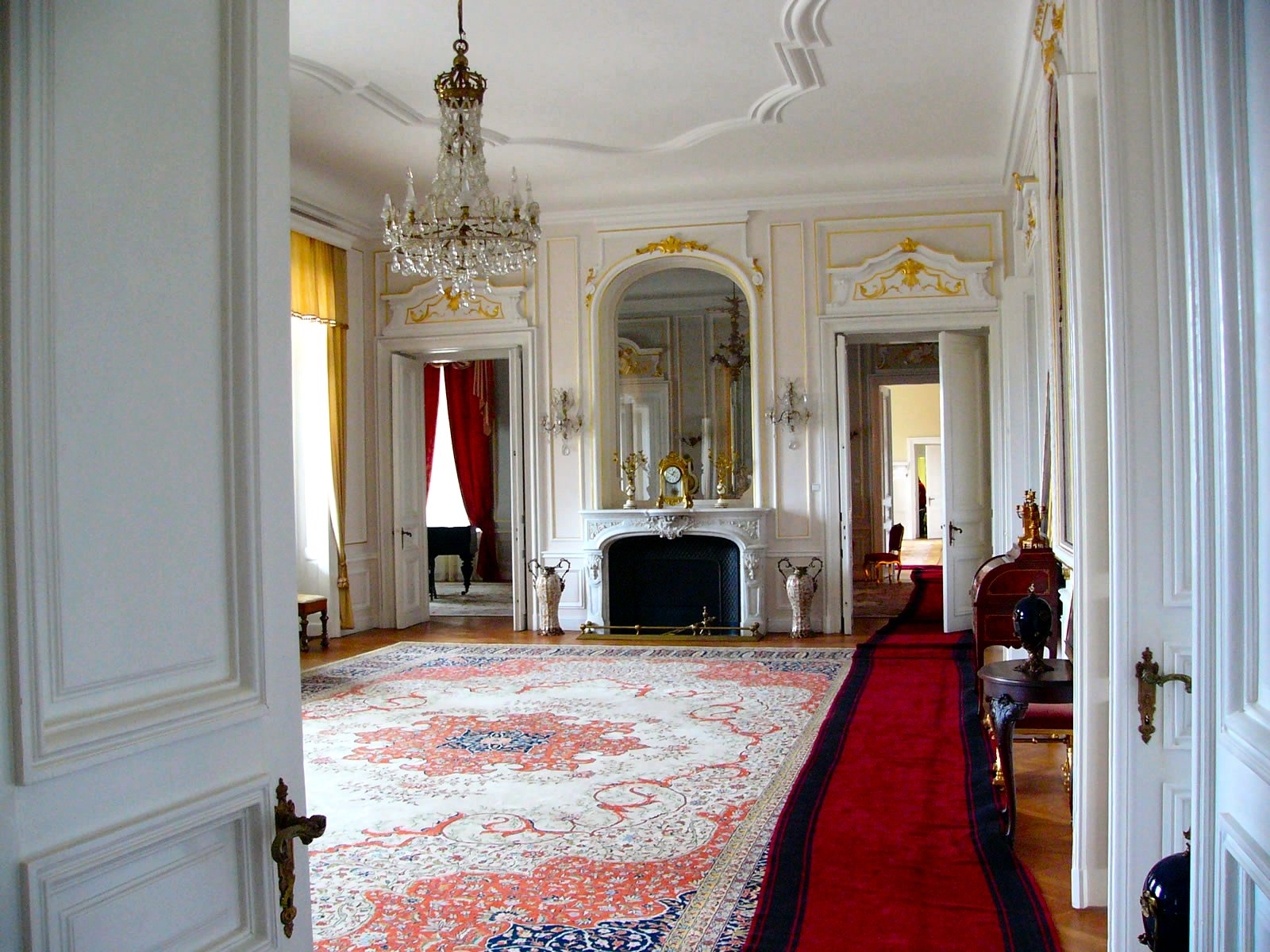
El interior.

El arquitecto vienés Viktor Rumpelmayer diseñó el palacio, que fue denominado Sándrovo según el diminutivo italiano del nombre de Alejandro, Sandro. Pero en 1883 la kniaguinia María Luisa (la primera esposa de Fernando I de Bulgaria) lo renombró a Euxinograd -del nombre griego del mar Negro, Euxinos pontos. Más tarde, el kniaz extendió el fundo hasta su área contemporánea de 80 hectáreas.
La Unificación de Bulgaria fue proclamada en Euxinograd en 1885 por Alejandro, y después de su abdicación el palacio fue comprado por el estado por 1.400.000 levs. Fue finalizado en tiempos del zar Fernando I de Bulgaria, bajo la dirección del arquitecto suizo Hermann Mayer y el arquitecto búlgaro Nikola Lázarov.
La segunda esposa del zar Fernando I de Bulgaria, la zarina Eleonora, murió en Euxinograd el 12 de septiembre de 1917.
Después de la abolición de la monarquía en Bulgaria y el final de la Segunda Guerra Mundial, Euxinograd se convirtió en residencia de verano de las autoridades comunistas. Tras los cambios democráticos del año 1989, el anterior palacio real se convirtió en residencia oficial y se abrió al público.

## Edificios
Modelado según el château francés de Saint Cloud, Euxinograd es considerado uno de los mejores ejemplos de la arquitectura búlgara después de la Independencia, proclamada en 1908.

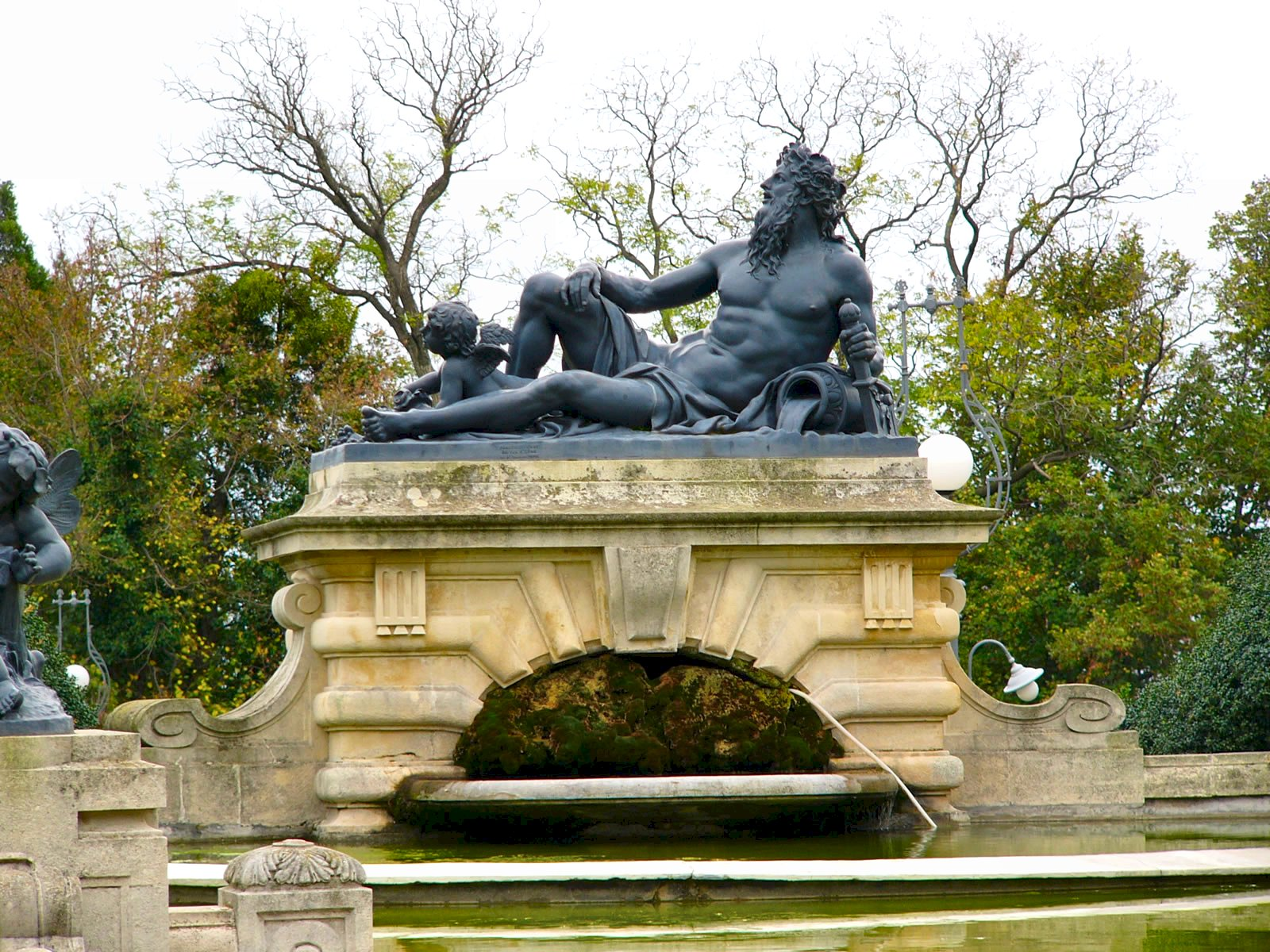
La estatua de Neptuno.

Euxinograd tiene tres pisos: el primero comprende las salas de recepción, la sala de música y el comedor; en el segundo se encuentran las habitaciones de la familia real; y el tercero es para los empleados. Los muebles son de caoba y nogal y la enorme araña de luces, decorada con una corona real y lirios dorados es regalo de la Casa de Borbón. Los picaportes llevan el escudo de armas de zar Fernando. El reloj de sol, regalo de Reina Victoria es otro objeto de interés.
La bodega del palacio fue creada en 1891 para las necesidades de la familia real búlgara y comprende dos pisos subterráneos. En ella todavía se producen vinos blancos de alta calidad (12 variedades) y brandy (7 variedades). El vino fabricado en el palacio hoy día es uno de los mejores de Bulgaria. La bodega también conserva valiosos vinos franceses de 125 años. Además Euxinograd tiene una caballeriza real llamada Shtala (Щала; del alemán Stall).

## Parque
El parque de Euxinograd, que fue creado en 1890, tiene más de 310 especies de plantas de Asia, América del Sur, África del Norte y sur de Francia. El parque es combinación de estilos Tudor y versallesco y fue acabado por Édouard André. Tiene dos puentes: un metálico y otro de cemento que imita un árbol caído. El área está rodeado de viñedos.
El pequeño río Késtrichka Bara pasa por el parque. También hay un lago pequeño, que está cubierto de lirios, figuras de bronce y una escultura de Neptuno. Más de 50,000 árboles fueron comprados de Marsella y suelo fértil fue traído de la desembocadura del río Kamchiya.

## Galería

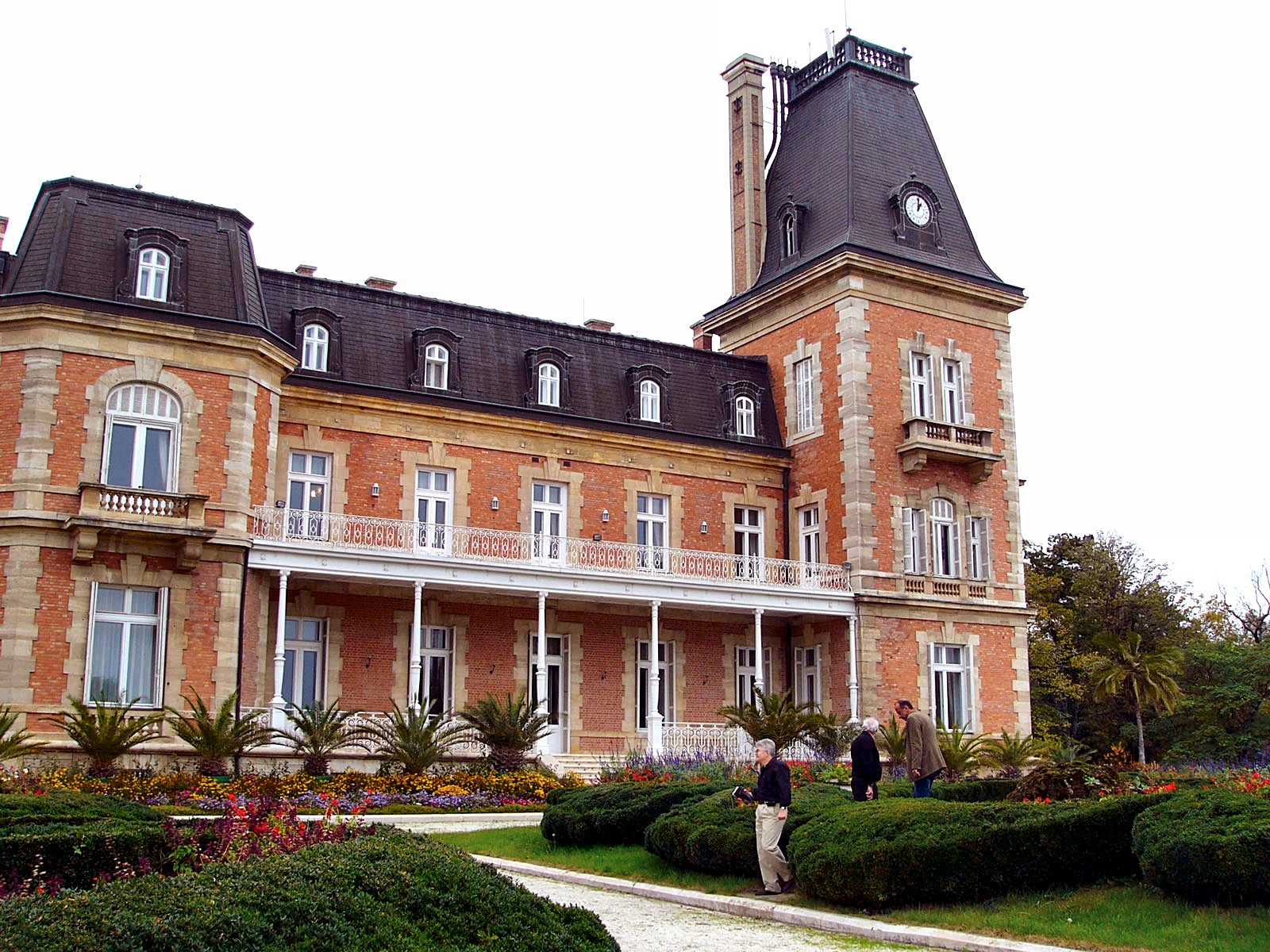
Vista hacia el palacio
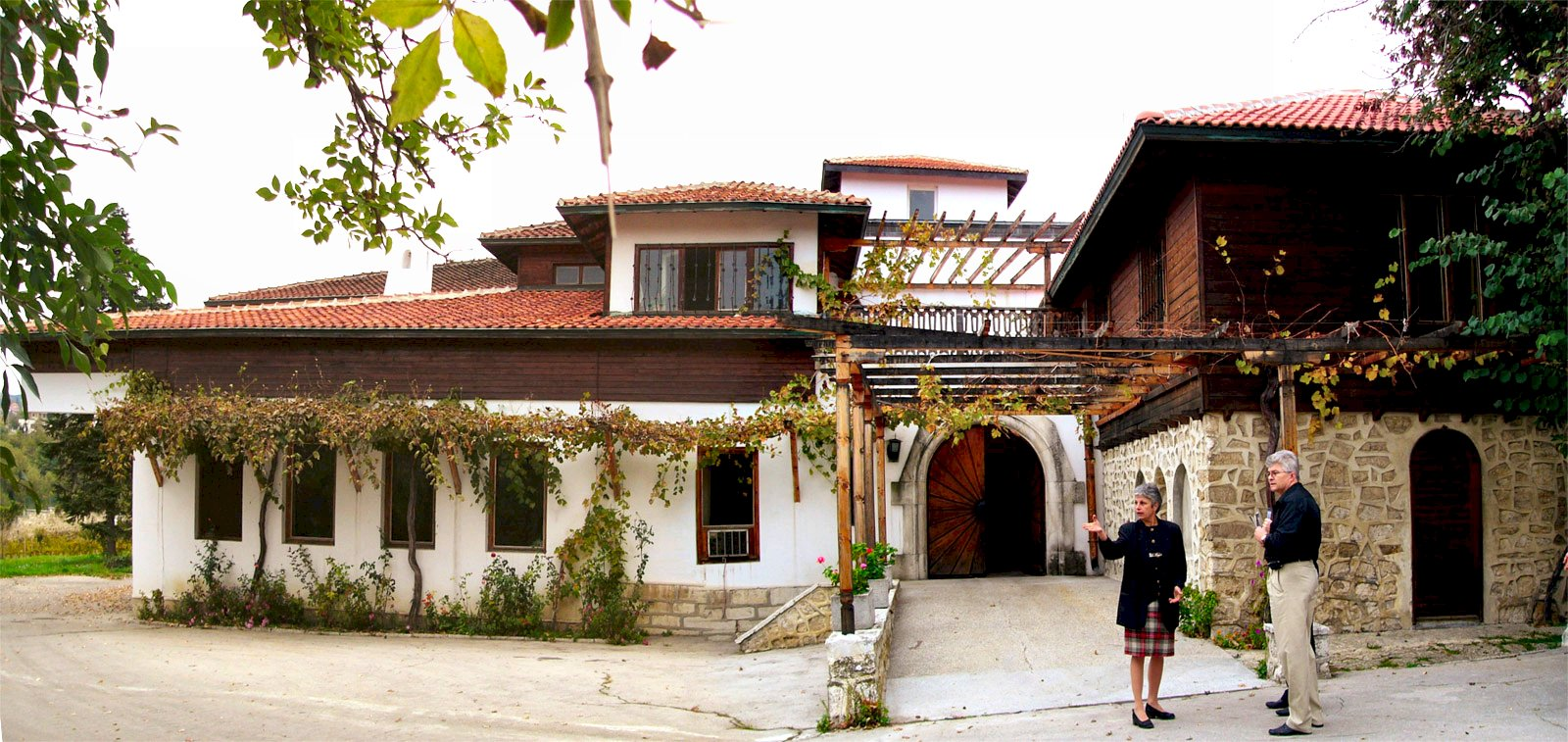
La bodega
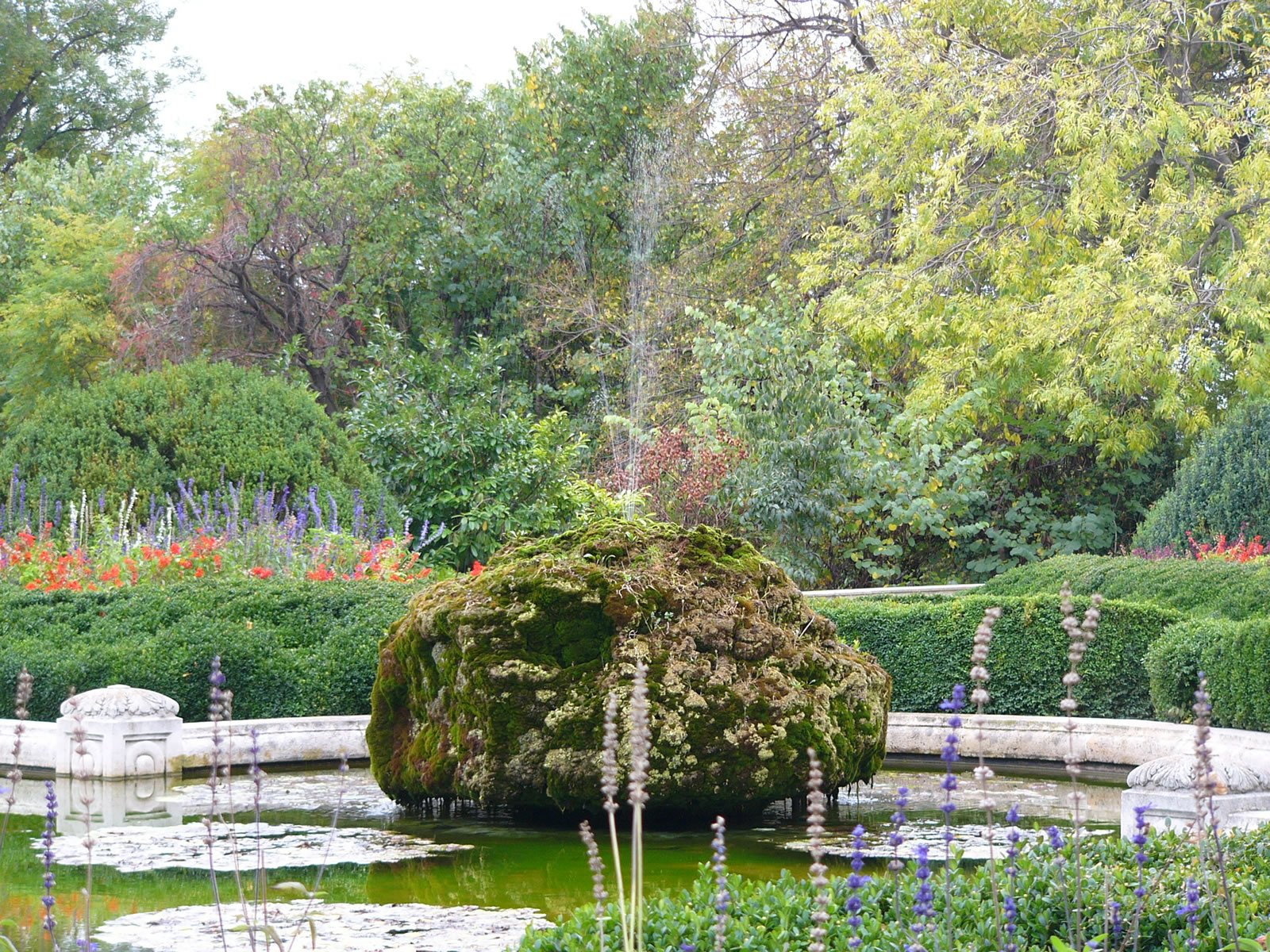
El parque
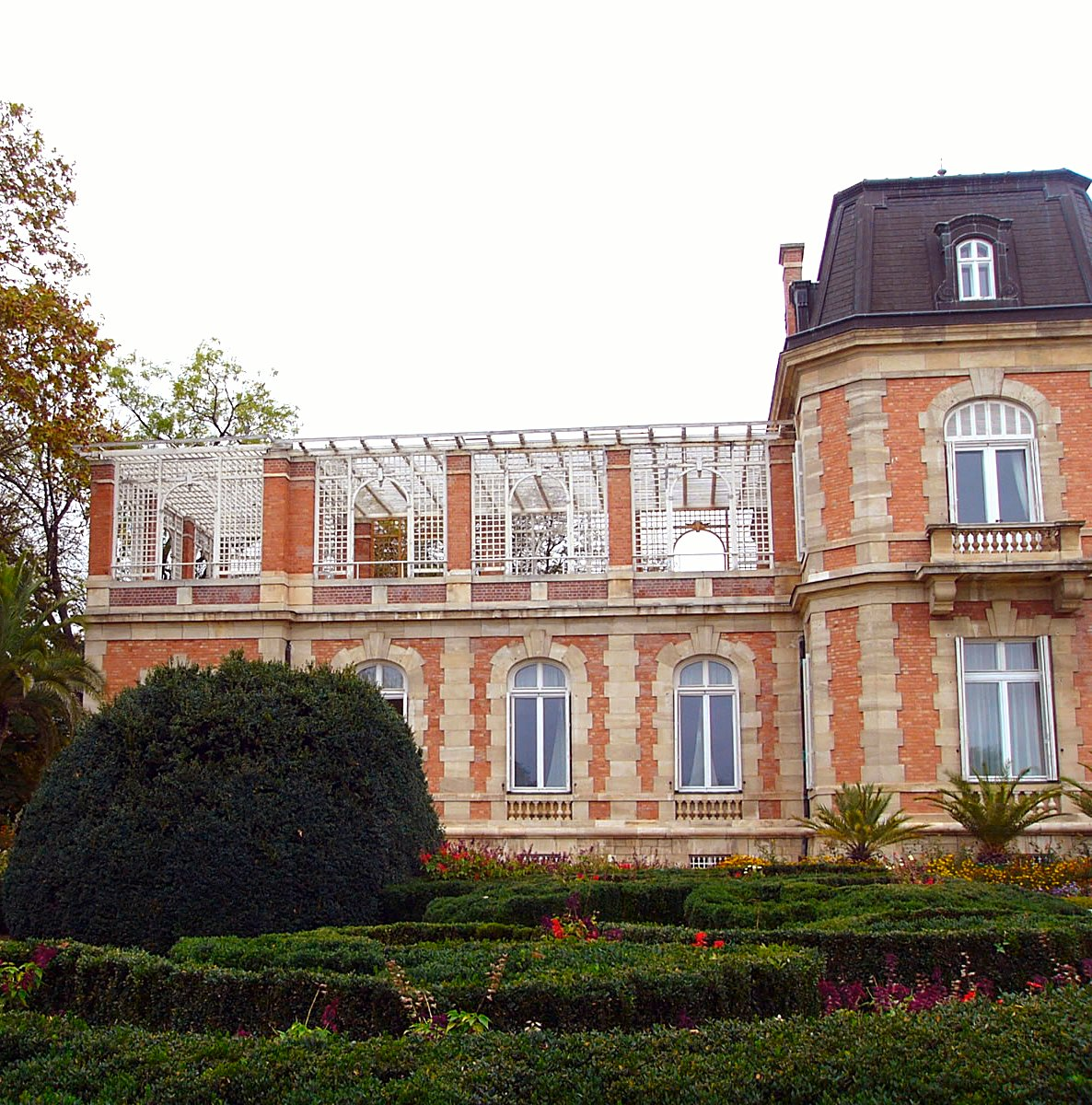
Una sección del edificio
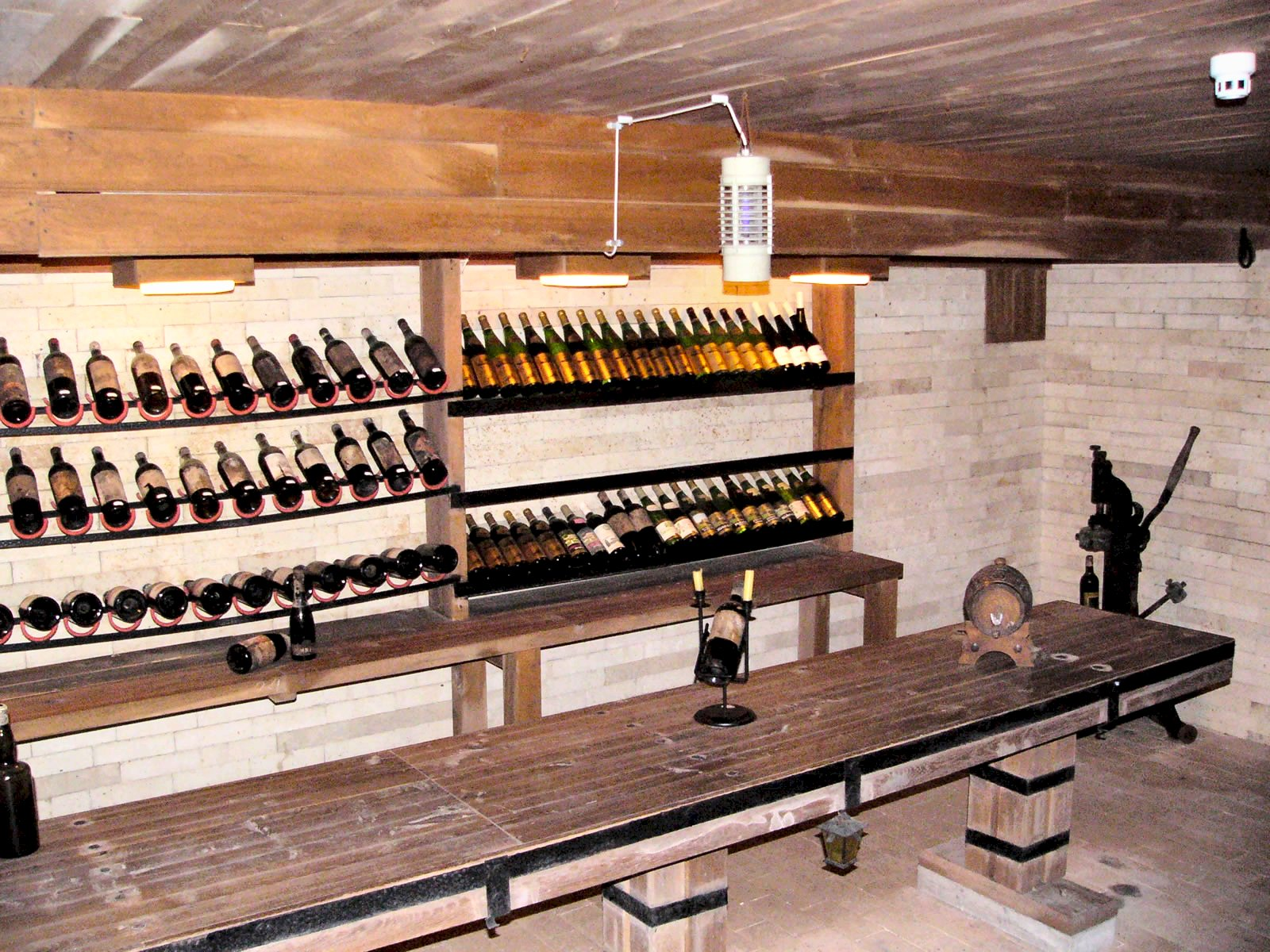
El vino bar
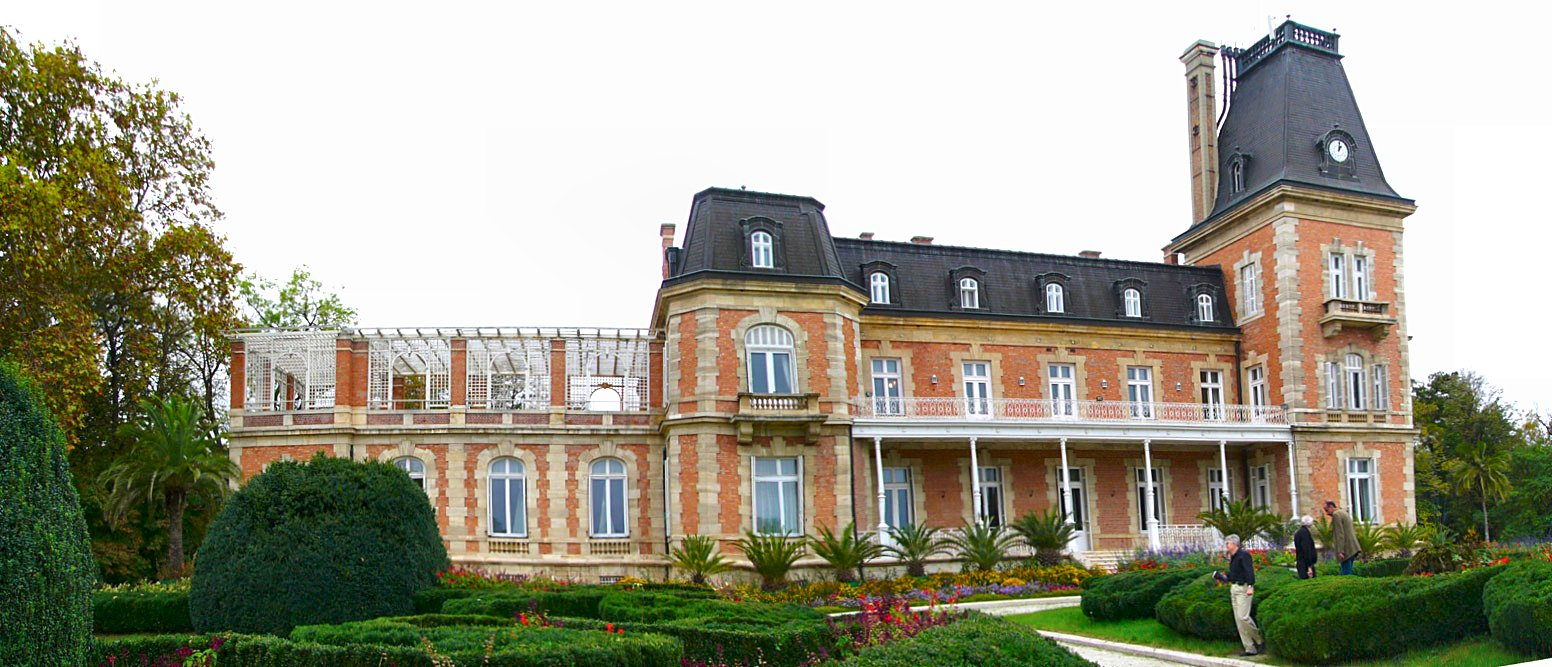
Vista panorámica